# Dendrophidion boshelli
Dendrophidion boshelli är en ormart som beskrevs av Dunn 1944. Dendrophidion boshelli ingår i släktet Dendrophidion och familjen snokar. Inga underarter finns listade i Catalogue of Life.
Arten förekommer vid tre berg i centrala Colombia. Vid varje berg hittades ett fåtal individer. Fyndplatserna ligger 250 till 970 meter över havet. Den ursprungliga växtligheten var antagligen regnskog. Två exemplar upptäcktes intill väger respektive i kulturlandskap (blandning av odlings- och betesmarker). Antagligen behöver Dendrophidion boshelli liksom andra släktmedlemmar vattendrag där jagar groddjur. Troligen lägger honor ägg.
Denna orm är sällsynt och det ursprungliga landskapet förändrades mycket. IUCN listar arten som akut hotad (CR).